# Antoine Pothron
Antoine Pothron (ur. 5 marca 2002) – francuski siatkarz, grający na pozycji przyjmującego.
Jego ojciec Arnaud, również był siatkarzem.
Pochodzi z Rezé. Zaczął uprawiać sport od tenisa. W wieku 12 lat zapisał się do drużyny siatkówki AS Bouguenais-Rezé, gdzie grał do 15 roku życia.

## Sukcesy klubowe
Superpuchar Francji:
- 2023[7]

Mistrzostwo Francji:
- 2025[8]

## Sukcesy reprezentacyjne
Igrzyska Śródziemnomorskie:
- 4. miejsce 2022[9]

Mistrzostwa Europy U-22:
- 2022[10]